# Amerikaans handbal

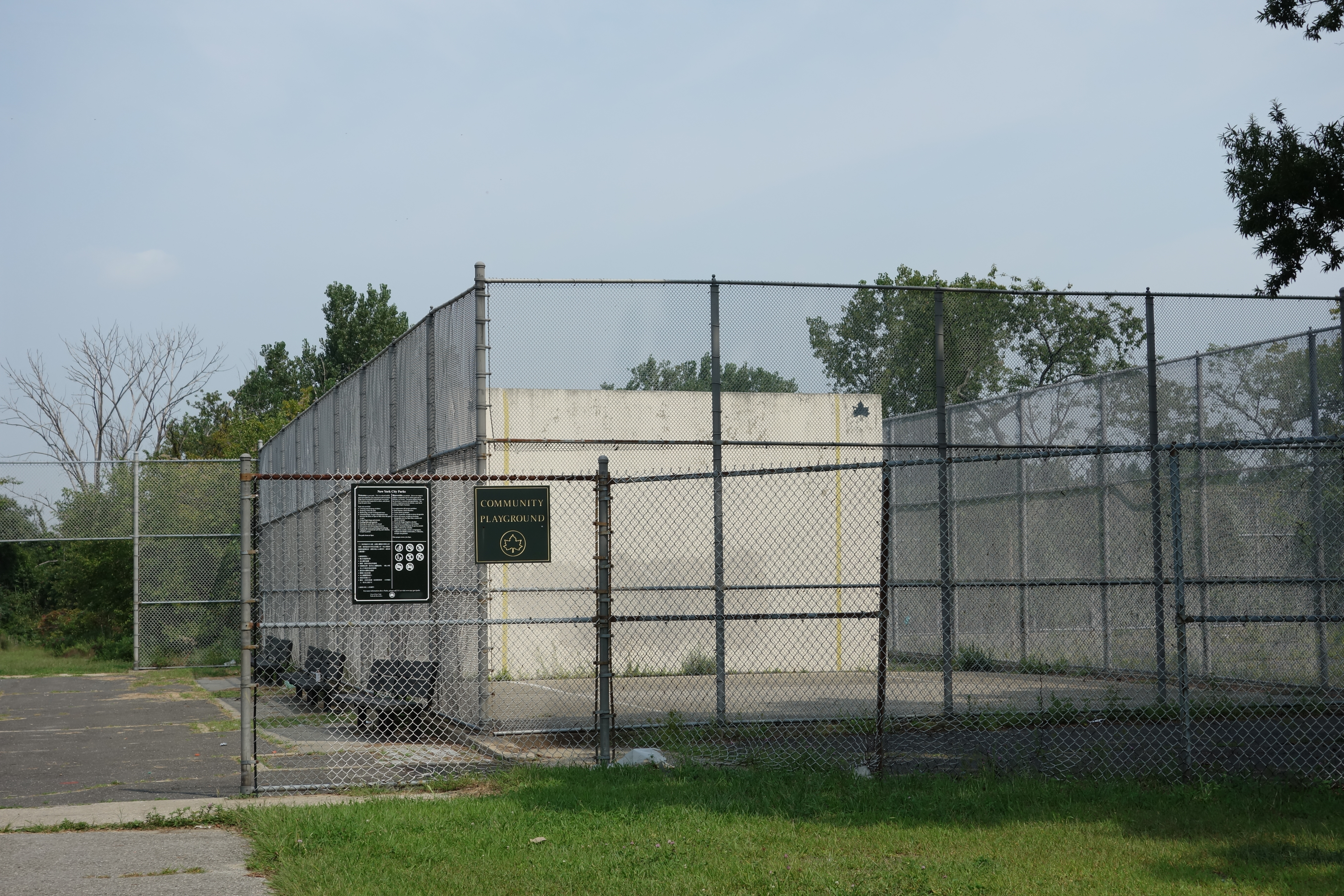
Speelveld

Amerikaans handbal (American Handball) is een vorm van muurkaatsen dat zich uit het door Ierse emigranten geïntroduceerde kaatsspel heeft ontwikkeld. Het wordt gespeeld in drie varianten: met 1 muur, 3 muren en 4 muren. Net als bij tennis wordt er zowel geënkeld als gedubbeld. Amerikaans handbal kan worden beschouwd als voorloper van squash, waar veel van de handbalregels zijn overgenomen. Belangrijkste verschil is dat bij Amerikaans handbal de rubberen bal met de hand of vuist wordt geslagen.
Veel spelers zijn aangesloten bij de United States Handball Association (USHA) die onder andere zorgt voor de organisatie van kampioenschappen en de beschikbaarheid van voldoende en kwalitatief acceptabel materiaal.

## 1-muur variant

### New York
Het centrum voor de 1-muur variant is New York, waar in de dertiger jaren van de 20e eeuw als werkgelegenheidsproject, verspreid over de verschillende stadsparken, ruim 2.300 publieke banen zijn aangelegd. Naar schatting 200.000 New Yorkers spelen daar in de zomermaanden hun favoriete spel. De meeste kaatsers spelen het spel op een recreatief niveau met een iets grotere bal dan de officiële, de zogenaamde 'big blue'. In wedstrijdverband zijn in New York naar schatting zo'n 15.000 kaatsers actief, het merendeel (ca. 10.000) van hen zijn middelbare scholieren die spelen in de competities van de PSAL (Public School Athletic League) en de katholieke tegenhanger daarvan. De USHA speelt met circa 400 leden maar een zeer bescheiden rol in de New Yorkse kaatsscene. Diverse lokale organisaties, waarvan de ICHA (Inner City Handball Association) de grootste en meest stabiele is, hebben samen met particuliere toernooi organisatoren dat vacuüm opgevuld.

### Europa
In het land van oorsprong, Ierland, is de 1-muur kaatsvariant in 1997 weer in ere hersteld. Jaarlijks staat daar sinds die tijd weer een nationaal kampioenschap op de wedstrijdkalender van de Irish Handball Council.
Ook in andere streken in Europa is deze kaatsvariant in opkomst: 
- De Basken hebben deze spelvorm geadopteerd om meer dames naar de kaatsbaan te lokken en spelen sinds 2004 jaarlijks 1-muur kaatswedstrijden tegen de Ieren. Begin 2006 werden de eerste Baskische kampioenschappen georganiseerd. In november van dat jaar hebben de Basken een internationale organisatie opgericht (Basque Pelota and Associated Sports World Council) met als doel het spel te "exporteren" naar landen in met name Zuid- en Midden-Amerika.
- In het noorden van Frankrijk draait de Franse Jeu de Paume organisatie sinds 1999 een 1-muur kaatsprogramma en worden sinds 2003 nationale kampioenschappen gehouden.
- In Italië zijn in november 2005 de eerste nationale kampioenschappen gehouden en in 2006 werden in Nizza Monferrato de eerste Open Italiaanse kampioenschappen georganiseerd met deelname van Ierse en Franse kaatsers. Aan de 2e editie in 2007 namen 21 teams uit negen landen deel.
- In België zijn een 20-tal indoor banen gerealiseerd, waarop in de wintermaanden een bescheiden programma wordt gedraaid. In september 2007 werd in het Vlaamse stadje Buizingen een Europees kampioenschap gehouden met deelname uit Spanje, Frankrijk (winnaar), België, Italië en Nederland. In 2010 vond in Herne het tweede Europees jeugdkampioenschap plaats.
- In Friesland zijn in november 2005 de eerste indoor banen gebouwd in het dorpje Tzummarum, in september 2006 gevolgd door een 4-tal banen in sporthal 'De Trije' in Franeker. Op een "fronton" (een kaatsmuur naar Baskisch model) op sport- en recreatiecentrum Bloemketerp in Franeker zijn in de zomer van 2007 de eerste outdoor banen gerealiseerd. In diverse dorpen in Friesland (o.a. Irnsum, Kimswerd en Oosterend) zijn banen gebouwd met als doel lokale competities op te zetten. In Irnsum zijn inmiddels zo'n 30 kaatsers wekelijks in competitie bij de eerste muurkaatsvereniging van Nederland, MKF De Wide Stege. De KNKB heeft muurkaatsen als 2e tak omarmd en biedt haar leden in de wintermaanden een compleet training- en wedstrijdprogramma. De KNKB mikt op termijn op ca. 10.000 beoefenaars van deze sport. Voor promotiedoeleinden is een mobiele baan beschikbaar. In maart 2008 vond op de indoorbanen in Franeker het eerste Europese jeugdkampioenschap plaats.
- In Engeland is in 2005 naar New Yorks voorbeeld een schoolprogramma opgestart onder de naam 'We play fives', waarmee het spel bij honderden jongeren is geïntroduceerd. In 2006 zijn in Londen de eerste Engelse kampioenschappen gehouden.